# Шопирліца
Шопирліца (рум. Șopârlița) — комуна у повіті Олт в Румунії. До складу комуни входить єдине село Шопирліца.
Комуна розташована на відстані 146 км на захід від Бухареста, 18 км на південний захід від Слатіни, 37 км на схід від Крайови.

## Населення
У 2009 року у комуні проживали 1584 особи.